# Lukas Kilström
Lukas Kilström, född 18 april 1990 i Södertälje i Södermanland, är en svensk ishockeyspelare som spelar i Brynäs IF i SHL säsongen 2014/2015. Han har tidigare spelat i Södertälje SK och Luleå HF.

## Karriär
Lukas Kilström har spelat i Södertälje SK:s juniorverksamhet och två säsonger i Södertäljes A-lag. Efter säsongen 2010/2011 då SSK åkte ur Elitserien valde han att skriva kontrakt med Luleå HF för 2 år.

## Meriter
- JVM-brons 2010

## Klubbar
- Södertälje SK 2006 - 2011 Elitserien, J20 SuperElit, J18 Elit, J18 Allsvenskan
- Luleå HF 2011 – 2013 Elitserien
- Brynäs IF 2013 – SHL